# Mačkovec (Laško, Slovenija)
Mačkovec je naselje u slovenskoj Općini Laškom. Mačkovec se nalazi u pokrajini Štajerskoj i statističkoj regiji Savinjskoj. 

## Stanovništvo
Prema popisu stanovništva iz 2002. godine naselje je imalo 32 stanovnika.